# Synemon theresa
Synemon theresa is een vlinder uit de familie Castniidae. De wetenschappelijke naam van de soort werd in 1846 gepubliceerd door Edward Doubleday.
De soort komt voor in het Australaziatisch gebied.

## Synoniemen
- Synemon mopsa Doubleday, 1846
- Synemon livida Tepper, 1882
- Synemon obscura Tepper, 1882